# Persone di nome Wendy
| Questa pagina contiene informazioni ricavate automaticamente dalle voci biografiche con l'ausilio del template Bio e di un bot. L'aggiornamento è periodico e automatico e ricostruisce completamente la pagina. Se manca una persona in questa lista, sei pregato di non aggiungerla, ma accertati piuttosto che la sua voce biografica contenga il template Bio e che i dati anagrafici siano correttamente compilati. Se il template Bio manca, inseriscilo tu stesso o, in alternativa, metti l'avviso {{tmp\|Bio}} che ne segnala la mancanza. Se i dati riportati sono sbagliati, correggi direttamente la voce biografica; le modifiche saranno visibili in questa lista entro pochi giorni. Per chiarimenti vedi il progetto antroponimi. La lista contiene solo le 64 persone che sono citate nell'enciclopedia e per le quali è stato implementato correttamente il template Bio. Pagina aggiornata al 16 ott 2024. |

Questa è una lista di persone presenti nell'enciclopedia che hanno il prenome Wendy, suddivise per attività principale.

## Astronaute(1)
- Wendy Lawrence, ex astronauta e ingegnere statunitense (Jacksonville, n. 1959)

## Astronome(1)
- Wendy Freedman, astronoma canadese (Toronto, n. 1957)

## Attrici(16)
- Wendy Barrie, attrice britannica (Hong Kong, n. 1912 - Englewood, † 1978)
- Wendy Crewson, attrice canadese (Hamilton, n. 1956)
- Wendy D'Olive, attrice italiana (Roma, n. 1954)
- Wendy Davis, attrice statunitense (Joppatowne, n. 1966)
- Wendy Hiller, attrice britannica (Stockport, n. 1912 - Beaconsfield, † 2003)
- Wendy Hughes, attrice australiana (Melbourne, n. 1952 - Sydney, † 2014)
- Wendy Kilbourne, attrice statunitense (Los Angeles, n. 1964)
- Wendy Makkena, attrice statunitense (New York, n. 1958)
- Wendy Moniz, attrice statunitense (Kansas City, n. 1969)
- Wendy Morgan, attrice britannica (Radlett, n. 1958)
- Wendy Padbury, attrice britannica (Warwickshire, n. 1947)
- Wendy Phillips, attrice, produttrice cinematografica e insegnante statunitense (Brooklyn, n. 1952)
- Wendy Richard, attrice britannica (Middlesbrough, n. 1943 - Marylebone, † 2009)
- Wendy Robie, attrice statunitense (Cincinnati, n. 1953)
- Wendy Raquel Robinson, attrice statunitense (Los Angeles, n. 1967)
- Wendy Schaal, attrice e doppiatrice statunitense (Chicago, n. 1954)

## Attrici pornografiche(2)
- Wendy Divine, ex attrice pornografica statunitense (Plant City, n. 1971)
- Wendy Williams, ex attrice pornografica e regista statunitense (Pikeville, n. 1974)

## Cantanti(5)
- Wendy Lewis, cantante statunitense (Chicago)
- Wendy Matthews, cantante canadese (Montréal, n. 1960)
- Wendy Moten, cantante statunitense (Memphis, n. 1965)
- Wendy O. Williams, cantante statunitense (Rochester, n. 1949 - Storrs, † 1998)
- Wendy Wilson, cantante e conduttrice televisiva statunitense (Los Angeles, n. 1969)

## Cantautrici(1)
- Wendy James, cantautrice britannica (Londra, n. 1966)

## Cavallerizze(1)
- Wendy Schaeffer, cavallerizza australiana (Adelaide, n. 1974)

## Cestiste(2)
- Wendy Laidlaw, ex cestista australiana (Sydney, n. 1959)
- Wendy Palmer, ex cestista e allenatrice di pallacanestro statunitense (Timberlake, n. 1974)

## Chitarriste(1)
- Wendy Melvoin, chitarrista e cantautrice statunitense (Los Angeles, n. 1964)

## Cicliste su strada(1)
- Wendy Houvenaghel, ex ciclista su strada e ex pistard britannica (Upperlands, n. 1974)

## Conduttrici televisive(1)
- Wendy Williams, conduttrice televisiva, conduttrice radiofonica e imprenditrice statunitense (Asbury Park, n. 1964)

## Drammaturghe(1)
- Wendy Wasserstein, drammaturga e sceneggiatrice statunitense (New York, n. 1950 - New York, † 2006)

## Filosofe(1)
- Wendy Brown, filosofa statunitense (n. 1955)

## Indologhe(1)
- Wendy Doniger, indologa statunitense (New York, n. 1940)

## Informatiche(1)
- Wendy Hall, informatica britannica (Londra, n. 1952)

## Mezzofondiste(1)
- Wendy Smith-Sly, ex mezzofondista britannica (Londra, n. 1959)

## Modelle(2)
- Wendy Dascomb, modella statunitense (Metairie, n. 1949)
- Wendy Fitzwilliam, modella trinidadiana (Diego Martin, n. 1972)

## Musiciste(1)
- Wendy Carlos, musicista e compositrice statunitense (Pawtucket, n. 1939)

## Nuotatrici(5)
- Wendy Boglioli, ex nuotatrice statunitense (Land O' Lakes, n. 1955)
- Wendy Hogg, ex nuotatrice canadese (Vancouver, n. 1956)
- Wendy Quirk, ex nuotatrice canadese (Montréal, n. 1959)
- Wendy Weinberg, ex nuotatrice statunitense (Baltimora, n. 1958)
- Wendy van der Zanden, nuotatrice olandese (Moergestel, n. 1988)

## Pattinatrici artistiche su ghiaccio(1)
- Wendy Griner, ex pattinatrice artistica su ghiaccio canadese (Hamilton, n. 1944)

## Politiche(1)
- Wendy Morton, politica britannica (Northallerton, n. 1967)

## Produttrici cinematografiche(1)
- Wendy Finerman, produttrice cinematografica statunitense (n. 1960)

## Religiose(1)
- Wendy Beckett, religiosa e storica dell'arte sudafricana (Johannesburg, n. 1930 - Quidenham, † 2018)

## Sciatrici alpine(4)
- Wendy Allen, ex sciatrice alpina statunitense (Los Angeles, n. 1944)
- Wendy Fisher, ex sciatrice alpina statunitense (n. 1971)
- Wendy Holdener, sciatrice alpina svizzera (Unteriberg, n. 1993)
- Wendy Siorpaes, ex sciatrice alpina italiana (San Candido, n. 1985)

## Scrittrici(2)
- Wendy Hornsby, scrittrice statunitense (Los Angeles, n. 1947)
- Wendy Orr, scrittrice australiana (Edmonton, n. 1968)

## Scultrici(1)
- Wendy Froud, scultrice statunitense (Detroit, n. 1954)

## Showgirl(1)
- Wendy Windham, showgirl statunitense (Los Angeles, n. 1967)

## Tenniste(5)
- Wendy Appleby, ex tennista statunitense (n. 1952)
- Wendy Gilchrist, ex tennista australiana (n. 1950)
- Wendy Overton, ex tennista statunitense (n. 1947)
- Wendy Turnbull, ex tennista australiana (Brisbane, n. 1952)
- Wendy White, ex tennista statunitense (Atlanta, n. 1960)

## Tuffatrici(1)
- Wendy Williams, ex tuffatrice statunitense (Saint Louis, n. 1967)

## Senza attività specificata(1)
- Wendy Ellis Somes, ex ballerina e produttrice teatrale britannica (Blackburn, n. 1951)